# MEAN (софтверски пакет)
MEAN (MongoDB, Express.js, AngularJS и Node.js) је бесплатан Јаваскрипт софтвер отвореног кода, намењен креирању динамичких веб-страница и веб-апликација.
Захваљујући свим компонентама MEAN софтверског пакета које су написане у Јаваскрипту, MEAN апликације могу бити написане на једном језику који се извршава и на серверској и на клијентској страни.

## Компоненте
Делови MEAN пакета су:
- MongoDB, NoSQL база података.
- Express.js, фрејмворк за веб-апликације који се покреће на Node.js-у.[3]
- AngularJS, Јаваскрипт MVC фрејмворк који се покреће у прегледачу.
- Node.js, извршно окружење за серверску страну и мрежне апликације.

## Именовање
Назив MEAN сковао је Валериј Карпов, MongoDB програмер. Он је представио појам и логотип на свом блогу 2013. године. Логотип је првобитно креирао Остин Андерсон за MEAN Линктин групу и састоји се од првих слова сваке од компонената MEAN-а.

## Варијанте
Постоје различите варијације традицијалног MEAN скупа, а разликује их то што је замењена једна или више компоненти са сличним фрејмворцима. На пример, MEEN скуп Angular.js замењује JavaScript MVC фрејмворком Ember.js